# Mikroregion Catanduva

Mikroregion Catanduva

Mikroregion Catanduva – mikroregion w brazylijskim stanie São Paulo należący do mezoregionu São José do Rio Preto.

## Gminy
- Ariranha
- Cajobi
- Catanduva
- Catiguá
- Elisiário
- Embaúba
- Novais
- Palmares Paulista
- Paraíso
- Pindorama
- Santa Adélia
- Severínia
- Tabapuã